# Photo Finish (Prison Break)
| "Photo Finish"     | "Photo Finish"          |
| ------------------ | ----------------------- |
| Capítulo #         | Temporada 3, Capítulo 6 |
| Guion              | Seth Hoffman            |
| Director           | Kevin Hooks             |
| Emisión en USA     | 5 de noviembre de 2007  |
| Cronología         |                         |
| Capítulo anterior  | Interference            |
| Capítulo siguiente | Vamonos                 |

"Photo Finish" (en español Foto final) es el sexto capítulo de la tercera temporada de la serie Prison Break, el cual salió al aire el 5 de noviembre de 2007, por FOX, en Estados Unidos, en la primera de una emisión especial de dos horas.

## Resumen
Michael (Wentworth Miller) le pregunta a Tyge de dónde conoció a Whistler (Chris Vance), y este le dice que esta  casi seguro de que Whistler trabajaba como conserje en el Hotel el embajador en Niza. Michael comienza a sospechar de Whistler.
Lincoln (Dominic Purcell) visita a Michael en Sona, donde ambos programan el escape. Michael dice que no podrán controlar a uno de los guardias de las torres y que Lincoln debe poner algo en el café de Hurtado. La fuga está solo a tres horas, exactamente a las 3:13pm. Michael dice que necesita ver las fotos que prueben que LJ y Sara siguen con vida, pero Lincoln le dice que no pudo conseguir las fotos, Michael amenaza con no llevar a cabo la fuga sino ve las fotos antes de las 2:30pm.
Susan (Jodi Lyn O'Keefe) le cuenta a LJ (Marshall Allman) que, cuando ella servía en Mosul estuvo prisionera. Días después llegaron helicópteros de las Fuerzas Armadas, ella trató de escapar por la ventana sin saber que se trataba de un intercambio de rehenes. La recapturaron y en las próximas semanas fue violada y abusada por los secuestradores. Ella le aclara a LJ que va a ser intercambiado y que no trate de ser un héroe, porque de lo contrario todos morirán.
Michael entra a la celda en la que piensa escapar, para planificar la fuga, pero tiene que esconderse cuando sus ocupantes - los hombres de Lechero - llegan. Michael recoge la cerradura y sale de la celda antes de que lo descubran.
Lang (Barbara Eve Harris) visita a Mahone (William Fichtner) para decirle que lo va a sacar de Sona. Le propone que testifique todo sobre la conspiración de la presidenta en el caso de Lincoln Burrows, si lo hace Mahone será trasladado a una prisión en St. Luis, Estados Unidos, con solo 8 años de condena. Pero, si no lo hace, se le acusará con cargos de homicidio múltiple.
Hay mucha conmoción en el patio de la prisión. Tyge (Dominic Keating) ha sido encontrado muerto. Lechero (Robert Wisdom) pregunta quién lo asesinó, advirtiendo que quien haya violado su sistema esta en graves problemas. El cuerpo fue encontrado cerca del lugar donde McGrady (Carlo Alban) siempre juega baloncesto, por lo que él se ve forzado en contarle a Lechero que vio a Whistler por las escaleras. Lechero busca a Whistler y lo arrastra hasta la habitación, pero Whistler dice ser inocente, él sospecha de Mahone.
Whistler le dice a Lechero que está pensando ejecutar al hombre equivocado, que tiene muchos enemigos en el gobierno. Lechero se siente ofendido, porque él nunca estaría a favor de los ricos. Le cuenta que cuando tenía 13 años, su madre fue violada por su empleador rico, por ello se vistió como un "lechero" y lo mató. Whistler le dice que entró a prisión por asesinar a un hombre que asaltó a la mujer que ama. Lechero le da más tiempo para comprobar su inocencia.
Susan le da a Lincoln unas gotas que servirán para drogar al guardia de seguridad de la torre. Lincoln le dice que Michael no ejecutará el plan sino ve una foto de Sara, Susan acepta y le recuerda que el intercambio es ese mismo día a las 9:00pm.
T-Bag (Robert Knepper) le aconseja a Michael que coloque un objeto personal de Sammy (Laurence Mason) en el lugar donde encontraron el cuerpo de Tyge, así salvaría la vida de Whistler por la de Sammy.
Lincoln pierde la oportunidad de darle el café que contiene la droga al guardia Hurtado (Alex Fernandez). Sofía (Danay Garcia) dice necesitar un coche que la lleve hasta la Penitenciaria de Sona, Hurtado dice que la puede llevar hasta allá. Lincoln los sigue de cerca en otro coche. Hurtado le dice a Sofía que cree haberla visto antes en Sona, se detienen, y le dice que él puede hacer que sus visitas conyugales duren más tiempo, pero solo si tienen relaciones ahora mismo.
Lincoln sigue de cerca a Hurtado, mientras Susan lo llama para decirle que la foto está lista. Sofía le dice a Hurtado que lo hará, pero siempre y cuando Norman no se entere. Hurtado, aterrorizado al sospechar de que Sofía es una de las chicas de Lechero, la deja en paz.
Por teléfono, Lincoln le dice a Susan que ha habido complicaciones para drogar al guardia, pero que ya se están ocupando de ello. Susan le pregunta por qué está drogando al guardia ahora si se escaparán en la noche. Susan cuelga y se dirige al cuarto donde tienen a LJ como rehén para matarlo. Susan toma una bolsa para cadáveres y un arma blanca y cuando lo va a matar, llama Lincoln y le dice que no lo haga, Michael se escapará hoy a las 3:13pm. Susan le advierte que si vuelven a planear algo del escape sin consultarle, LJ sufrirá las consecuencias.
Michael encuentra una navaja bañada en sangre en la cama de Mahone, y lo confronta, le dice que Lechero se enterará de que él fue el que mató a Tyge. Pero Mahone recibe una inesperada visita de Sullins (Kim Coates) y Lang, quienes le ofrecen por última vez cuatro años en una prisión americana de seguridad mínima, si testifíca todo sobre La Compañía y la conspiración de la presidenta en el caso de Lincoln Burrows.
Michael va a donde Lechero para mostrarle la prueba de que Whistler no fue el que mató a Tyge, la navaja que encontró en el cuarto de Mahone. Pero por el trato con el FBI Mahone sale de Sona en ese mismo instante, Lechero cree todo muy conveniente. Ordena a sus hombres a comenzar con la ejecución ahora. Michael le reclama que no puede culpar a Whistler de algo que no hizo, y le exige que no lo haga. Pero Lechero agarra el cuchillo y al parecer estuvo a punto de matar a Whistler, pero al que mata es a Cheo (Curtis Wayne), uno de sus hombres. Le dice que le huele a tabaco, y que esos son sólo de él, Augusto se los envía como tributo. Lechero deja en libertad a Whistler.
A las afueras de la prisión Lincoln habla con Susan, quien le dice que estuvo a punto de matar a LJ, pero que sigue vivo. Susan le da la foto de Sara, la misma foto de hace unos días en la que Sara sostenía un periódico viejo. Eso nunca engañaría a Micheel. Pero aun así Lincoln visita a Michael y le cuenta que Susan sabe sobre la hora del escape, y finalmente le confiesa que Sara está muerta, Lincoln le dice que lo siente, si Michael y Whistler no se escapan hoy mismo también matarán a LJ, Michael se aleja con tristeza de Lincoln, mientras este le grita que lo tienen que hacer por la vida de su hijo.
Michael tiene un momento de dolor, cuando después frustrado se dirige a Whistler y le dice que mataron a Sara por su culpa, y lo desafía a una pelea en el ring hasta la muerte.

## Audiencia
Este primer capítulo del especial de dos horas emitido en FOX por Estados Unidos, el 5 de noviembre atrajo una audiencia de 7.71 millones de televidentes.
- Datos: Q900308